# Poggiofranco
Poggiofranco è un quartiere di Bari, appartenente dal 2014 al II municipio (ex III circoscrizione).

## Geografia fisica
Il quartiere si trova nelle vicinanze del centro della città a circa 4 km di distanza da esso e confina:
- a nord e a ovest con il quartiere Picone delimitato da: viale Papa Giovanni XXIII, viale Domenico Cotugno, via Generale Nicola Bellomo e Strada Torre Tresca fino al ponte della tangenziale;
- a est con il quartiere Carrassi delimitato da via Giulio Petroni;
- a sud con il quartiere Carbonara di Bari delimitato dalla tangenziale SS16.

### Confini
- Ovest con Via Giuseppe Tatarella,
- nord con Viale Papa Giovanni XXIII,
- sud con la SS16,
- est con Via Giulio Petroni

## Storia e peculiarità
Il quartiere Poggiofranco è considerato da alcuni parte integrante del vicino quartiere Picone, poiché ne rappresenta l'area più moderna.
La sua è una storia recente, dal momento che è nato immediatamente dopo la grande espansione di Bari iniziata negli anni venti, ed è costituito in prevalenza da moderne costruzioni, circondate da numerose aree adibite a verde, il cui nome, Poggiofranco, risale alla famiglia Amoruso Manzari, un tempo proprietaria di molti suoli nella zona, a ricordo del capostipite "Francesco".
Attualmente è uno dei rioni dall'aspetto più moderno di Bari, per la presenza di alti palazzi e numerosi edifici commerciali, ubicati principalmente nella zona comprendente le aree di circolazione denominate via Camillo Rosalba (la via principale del quartiere), via Salvatore Matarrese, via Orfeo Mazzitelli, via Antonio Lucarelli e via Giulio Petroni.
L'attuale Presidente del Municipio II è l’avv. Gianlucio Smaldone.

## Scuole statali
- Liceo Linguistico e Istituto Tecnico Economico Marco Polo - Sito web
- Liceo Classico Socrate - Sito web
- Istituto Professionale per l'Enogastronomia e l'Ospitalità Alberghiera Armando Perotti - Sito web
- Istituto Professionale Statale per i Servizi Commerciali e Turistici Nicola Tridente - Sito web
- Scuola Media Statale Tommaso Fiore - Sito web
- Scuola Media Statale Nicola Zingarelli - Sito web

## Mezzi pubblici
È possibile raggiungere il quartiere Poggiofranco con i seguenti mezzi pubblici:
- Linee di autobus dell'AMTAB: 6, 9, 10, 11, 11/, 27, D;
- Tangenziale di Bari SS 16, uscita 11.[1]